# Tala (Uruguay)
Pour les articles homonymes, voir Tala (homonymie).

Carte de la municipalité de Tala dans le département de Canelones.

Tala est une ville et une municipalité de l'Uruguay située dans le département de Canelones. Sa population est de 5 089 habitants.

## Histoire
La ville fut fondée par l'espagnol Ildefonso de León le 2 mai 1860.

## Population
Sa population est de 5 089 habitants environ (2011).
| Année | Population |
| ----- | ---------- |
| 1963  | 3 223      |
| 1975  | 3 613      |
| 1985  | 4 197      |
| 1996  | 4 720      |
| 2004  | 4 939      |
| 2011  | 5 089      |

Référence,:

## Gouvernement
Le maire de la ville est Mario Pérez (Parti national).

## Personnalités liées à la ville
- Eneida de León (1943-), architecte et ministre